# 1321 Majuba
1321 Majuba è un asteroide della fascia principale del diametro medio di circa 30,8 km. Scoperto nel 1934, presenta un'orbita caratterizzata da un semiasse maggiore pari a 2,9452760 UA e da un'eccentricità di 0,1640683, inclinata di 9,49716° rispetto all'eclittica.
Prende il nome dalla montagna Majuba in Sudafrica.